# Tamsyn Muir
Pour les articles homonymes, voir Muir.
Tamsyn Muir, née le 14 mars 1985 en Nouvelle-Galles du Sud, est une romancière et nouvelliste néo-zélandaise de science-fiction et de fantasy.
Son premier roman, Gideon la Neuvième, a été publié en 2019 aux États-Unis par les éditions Tor Books. Le deuxième tome, Harrow la Neuvième, est sorti en 2020, suivi par le troisième tome, Nona la Neuvième, en 2022 et le quatrième tome de la tétralogie, Alecto the Ninth, est à paraître.

## Biographie
Tamsyn Muir est née le 14 mars 1985 en Nouvelle-Galles du Sud, en Australie. Elle a vécu ensuite à Howick en Nouvelle-Zélande à partir de ses neuf mois,. En 2010, elle a obtenu un diplôme en éducation. Elle est également diplômée en 2010 du Clarion Workshop.
Tamsyn Muir vit et travaille à Oxford, en Angleterre. Elle est lesbienne,.
Si Gideon la Neuvième a été décrit par Charles Stross comme « des nécromanciennes lesbiennes explorent un palais gothique hanté dans l'espace », Tamsyn Muir souligne que cela ne signifie pas que le roman est érotique ou un commentaire social.

## Œuvres

### SérieLe Tombeau scellé
1. Gideon la Neuvième, Actes Sud, coll. « Exofictions », 2022 ((en) Gideon the Ninth, 2019), trad. Stéphanie Lux, 528 p.  (ISBN 978-2-330-16409-6)Réédition Actes Sud, coll. « Babel » no 1902, 2023, 608 p. (ISBN 978-2-330-18387-5) - Prix Locus du meilleur premier roman 2020
2. Harrow la Neuvième, Actes Sud, coll. « Exofictions », 2023 ((en) Harrow the Ninth, 2020), trad. Stéphanie Lux, 624 p.  (ISBN 978-2-330-17789-8)Réédition Actes Sud, coll. « Babel » no 1936, 2024, 720 p. (ISBN 978-2-330-18971-6)
3. Nona la Neuvième, Actes Sud, coll. « Exofictions », 2024 ((en) Nona the Ninth, 2022), trad. Stéphanie Lux, 528 p.  (ISBN 978-2-330-18956-3)Réédition Actes Sud, coll. « Babel » no 2034, 2025, 592 p. (ISBN 978-2-330-21253-7) (à paraître le 1er octobre 2025)
4. (en) Alecto the NinthPublication initialement prévue en 2023 mais reculée jusqu'en 2025

### Romans indépendants
- (en) Princess Floralinda and the Forty-Flight Tower, 2020